# (35396) 1997 XF11
(35396) 1997 XF11 (scris și ca (35396) 1997 XF11) este un asteroid din apropierea Pământului care intersectează orbita planetei Marte. La 3 luni după ce a fost descoperit pe 6 decembrie 1997 de James V. Scotti de la Universitatea din Arizona în cadrul Proiectului Spacewatch, s-a calculat că asteroidul se va apropia de Pământ la 28 octombrie 2028 la o distanță de 0,0062 UA (930.000 km; 580.000 mile) sau de 2,4 ori distanța de la Pământ la Lună. În acel moment, asteroidul este posibil să aibă o magnitudine aparentă de 8,2, și va fi vizibil prin binoclu.
Se estimează că (35396) 1997 XF11 are un diametru de cca. 1,3 km - 2,8 km.
Acest asteroid se află de asemenea aproape de asteroidul Pallas.

## Legături externe
- Orbital simulation from JPL (Java) / Horizons Ephemeris
- Brian Marsden: 1997 XF11: the true story Arhivat în 27 septembrie 2007, la Wayback Machine.
- Spacewatch animation of 1997 XF11 Arhivat în 12 noiembrie 2007, la Wayback Machine. (Last update: 2004 April 7)
- Asteroid 1997 XF11 (Earth Close-Approach)  Arhivat în 16 februarie 2017, la Wayback Machine. (Solar System Dynamics; 88 day observation arc)